# ダ・ヴィンチ・恐山
ダ・ヴィンチ・恐山（ダ・ヴィンチ・おそれざん、1993年5月10日 - ）は、日本の漫画原作者、小説家、作詞家、ライター、編集者。
別名は品田 遊（しなだ ゆう）、有実 泊（ありみ とまる）。

## 経歴
東京都出身。2009年12月にツイッターのアカウントを作成しネット上での活動をはじめる。それ以前のネットでの表現活動はなかったという。「ダ・ヴィンチ・恐山」のペンネームは小学生のころに漫画のペンネームとして使っていたもの。
2011年3月、「後輩女性」、通称「輝き女子」に関する一連の人気ツイートがまんがくらぶにて4コマ漫画化される（嘘空まこと作画。2013年に単行本刊行）。同年10月、月刊ビッグガンガン創刊号より、3Dモデルを利用したマンガ制作ソフトコミPo!で制作したギャグマンガ『くーろんず』の連載を開始（2015年まで連載）。
2013年から、友人・にぅまとともにustreamにネットラジオ『オールナイト虚無』を隔週で配信（2016年以降は、『恐山・にぅまのデガラシハリウッド大学』とタイトルを一新し、不定期配信）。同ラジオはネット上でカルト的な人気を博し、常連投稿者の中には、のちに歌人としてデビューした木下龍也がいる。またウェブサイト「ダ・ヴィンチニュース」に「オールナイト虚無　出稼ぎ編」と称した、テキスト出張版が連載されていた。
各誌でのコラム執筆など活動の幅を広げ、2015年には「品田遊」名義で小説『止まりだしたら走らない』を出版し、小説家としてデビューを果たす。同書は中央線を舞台にした短編小説集で、表紙・挿絵をツイッターの活動でも知られるerror403が担当している。2016年、ネットコンテンツを制作・運営するバーグハンバーグバーグに入社。同社の運営するウェブサイト「オモコロ」で編集・記事執筆を行っている。
2016年よりバーグハンバーグバーグの同僚であるARuFaとともにネットラジオ『匿名ラジオ』をYouTubeに毎週木曜日に配信している。また、2019年からは同社が運営する「オモコロチャンネル」にも主要メンバーの1人として出演している。
2018年6月よりnoteにて「居酒屋のウーロン茶マガジン」および「居酒屋の黒ウーロン茶マガジン」を開始。2023年10月現在、1日も欠かさずに継続している。

## 人物・エピソード
- 素顔を公開しておらず、インターネットやイベントなどで表に出る際は、仮面をつけて活動している。愛用の仮面には、デビュー作『止まりだしたら走らない』の表紙デザインがあしらわれており、2019年からは、従来よりサイズの小さなものにリニューアルした。また、小説家としてのデビュー以前は、市販の仮面にアルミホイルを貼りつけたものなどを使用していた[11]。
- ネタ系ツイッタラーとして認知が広まるにつれて、各地のトークイベントや大喜利イベントに招かれるようになる。2011年8月、おおひなたごうが主催するイベント「第4回ギャグ漫画家大喜利バトル!!」では、おおひなたごう、しりあがり寿、西原理恵子、島本和彦、東村アキコ、和田ラヂヲ、カラスヤサトシといったプロのギャグ漫画家に交じって参加し、優勝を果たした[12]。
- 小学校低学年の頃にあだ名が「ちょんまげくん」だったことがある[13]。
- 高校時代は演劇部の部長を務め、脚本で賞を取ったことがある[14]。当時書いた劇は、以降も他校の演劇部で演じられることがあり、ときおり上演許可依頼が届くという[15]。
- 大学時代、落語研究会に入ったが、一か月で退部した。経緯については不明だが、「大学生全員を心の底から憎むようになってしまった」[16]からだという。
- 哲学を題材にした記事やインタビュー、漫画原作などを手掛けることがあり、オモコロで発表したウェブ漫画「下校時刻の哲学的ゾンビ」[17]などが代表的。この説明は研究者である永野潤の著書『イラストで読む　キーワード哲学入門』で引用された。
- ツイッターを始めたきっかけは、error403の活動に触発されたため[18]。それ以前は、小説や４コマ漫画、架空の生き物をまとめたノートなどを、誰に見せるでもなく書き続けていた[19]。
- アイドルマスターシリーズのファン。2018年、会社の業務の一環で、『アイドルマスター ステラステージ』のゲーム実況をしたことをきっかけに、急速にのめり込んでいった。翌年12月にはアイドルマスターを題材にした自身初の同人誌『アイドル目撃情報』を上梓した他、アイドルマスターの特集が組まれた『BRUTUS』933号では「ダ・ヴィンチ・恐山P」としてコメントを寄せている。
- 好物は角煮[20]。嫌いなものは野菜[21]。
- 『オールナイト虚無』『デカラシハリウッド大学』にはマスコットキャラクターの「ウロ」「ムー」がおり（デザイン・作画はにぅまが担当）、ダ・ヴィンチ・恐山名義でキャラクターグッズ類およびLINEスタンプが販売されている[注 3]。
- 2017年に集中力の低下を感じ、半ば好奇心から心療内科を受診[22]。その後、検査の結果、軽度のADHDの兆候が見られるという診断がなされている[23][24]。2023年には町田粥によるコミックエッセイ『発達障害なわたしたち』で取材を受けており、同作品の単行本1巻発売の際には帯コメントを寄せ（恐山の取材回は第2巻収録予定）、恐山がゲストのオンライントークイベントも行われた[25]。

## 評価
コルク代表の佐渡島庸平は、ダ・ヴィンチ・恐山を「観察が得意」であるとし、「天才」と評した。佐渡島の5年近くにも及ぶアプローチは、ダ・ヴィンチ・恐山が小説家としてデビューするきっかけとなった。
漫画家の赤坂アカは「すごいと思う漫画」の1つとして『くーろんず』を挙げ、ダ・ヴィンチ・恐山を「オモロを突き詰めたような男」と評した。

## 作品リスト

### 連載漫画
- くーろんず（『月刊ビッグガンガン』、スクウェア・エニックス）
  - 4コマくーろんず（『ガンガンONLINE』、スクウェア・エニックス）
  - 「辛さの記憶と弱さの証明」2019年5月10日の日記（note）※ウーロン茶マガジンまたは黒ウーロン茶マガジン購読者のみ
  - 「暴論図」2020年10月31日の日記（note）※ウーロン茶マガジンまたは黒ウーロン茶マガジン購読者のみ
- そういう人もいる（作画：南十字明日菜）

### 漫画原作
- 輝きジョシ子さん。（作画：嘘空まこと、『まんがくらぶ』、竹書房）※ツイートを原案に漫画化したもの。
- 哲学ゾンビの語りえない滞納（漫画：とりうみいたち、『月刊ビッグガンガン』、スクウェア・エニックス）

### 小説
- 中央線に乗って（cakes）（有実泊名義）
- 止まりだしたら走らない（リトルモア）
- 名称未設定ファイル（キノブックス）
- ただしい人類滅亡計画 反出生主義をめぐる物語 （イースト・プレス）
- キリンに雷が落ちてどうする（朝日新聞出版）
- 納税、のち、ヘラクレスメス　のべつ考える日々（朝日新聞出版）

### 短編小説
- 無題の無駄意（新都社）（波羅密多ピコ麻呂名義）
- 平成分裂（note）
- 週末に月を買う（メルカリ）
- ゴッド・ブレス・ユー（早川書房）（ハヤカワ文庫『AIとSF』〈日本SF作家クラブ編〉収録[28]）

### 連載コラム
- ダ・ヴィンチ・恐山の因果くらぶ（『まんがくらぶ』、竹書房）
- 字デテレビ（『TVブロス』、東京ニュース通信社）
- ダ･ヴィンチ恐山の降霊大喜利（『ダ・ヴィンチニュース』、KADOKAWA）
- オールナイト虚無-出稼ぎ編- （『ダ・ヴィンチニュース』、KADOKAWA）※ネットラジオ「オールナイト虚無」のテキスト出張版
- 甘んじろ人生相談（さるやまハゲの助アプリ）※にぅまとの共作

### 書籍
- ダ・ヴィンチ・恐山 著「『アポロ13』借りてきたよ」、we are 宇宙兄弟！ 編『宇宙小説』講談社〈講談社文庫〉、2012年3月15日。ISBN 9784062772341。
- ダ・ヴィンチ・恐山『空論基礎』 Ⅰ、スクウェア・エニックス〈『くーろんず』シリーズ〉、2012年11月24日。ISBN 9784757538023。
- 原作 ダ・ヴィンチ・恐山、漫画 嘘空まこと『輝きジョシ子さん。』竹書房、2013年5月27日。ISBN 9784812481851。
- ダ・ヴィンチ・恐山『空論基礎』 Ⅱ、スクウェア・エニックス〈『くーろんず』シリーズ〉、2013年12月25日。ISBN 9784757541900。
- 品田遊、error403＝画『止まりだしたら走らない』リトルモア、2015年7月8日。ISBN 9784898154151。
- 品田遊『名称未設定ファイル』キノブックス、2017年6月30日。ISBN 9784908059704。
- 品田遊、コルシカ＝画『ただしい人類滅亡計画 反出生主義をめぐる物語』イースト・プレス、2021年8月7日。ISBN 9784781620046。
- 品田遊『キリンに雷が落ちてどうする 少し考える日々』朝日新聞出版、2022年11月7日。ISBN 9784022518095。
- 品田遊『納税、のち、ヘラクレスメス のべつ考える日々』朝日新聞出版、2024年9月20日。ISBN 9784022519979。

### 同人誌
- アイドル目撃情報（サークル「統覚制作委員会」）

### 脚本
- わんぱく3人組のドラゴン大冒険[29]（改稿・ワクサカソウヘイ、演・ミラクルパッションズ） ※コントユニット・ミラクルパッションズの2016年公演「我々は万博だ」のために書き下ろされたもの[30]
- キタニタツヤ「監禁」（2024年、YouTube）[31]
- ツインズひなひま（2025年）[32]

### 作詞
- リーガルフォース下半期（2011）
- I sing for me（2011）
- テナント（2011）
- ロードローラー慕情（2011）
- 上弦の月とタオルと骨盤（2011）
- インターネットテーマソング『克服せよ!404』（2012）
- OMORO NO COCORO（2022）（作曲：雨穴、『オモコロスーパーディナーショー 〜オンラインの宴〜』エンディングテーマ曲）
- インゲル（2022）（歌唱：超学生、作曲：篠崎あやと、橘亮祐）[33]

### テレビ番組
- SIX HACK（2023年5月19日 - 6月2日、テレビ東京） - 構成[34]

### 展示会
- 梨×株式会社闇×大森時生 企画展「行方不明展」（2024年7月19日 - 9月1日、三越前福島ビル） - ディレクター（「品田遊」名義）[35]

## 出演

### テレビ番組
- 会心の1ゲー（2020年10月9日 - 、テレビ朝日）相談役[36]

### ラジオ番組
- 星野源のオールナイトニッポン（2025年4月22日、ニッポン放送）[37]